# Franciszek Morawski (dyplomata)
Franciszek Morawski (ur. 6 marca 1925 w Poznaniu, zm. 20 lipca 1998 w Warszawie) – polski urzędnik i dyplomata, ambasador w Królestwie Niderlandów (1991–1994).

## Życiorys
Urodził się 6 marca 1925 roku w Poznaniu jako syn Jana Morawskiego i Anny Marii Turno.
Ukończył studia na Wydziale Rolniczym Uniwersytetu im. Adama Mickiewicza w Poznaniu. Doktor nauk rolniczych. Wieloletni pracownik Ministerstwa Handlu Zagranicznego, gdzie zajmował różne stanowiska do dyrektora departamentu włącznie. Był doradcą rządu Kuby i konsultantem FAO w Syrii. Od 1974 do 1980 pracował na stanowisku ds. ekonomicznych ambasady PRL w Hadze. Od 15 lutego 1991 do 16 października 1994 był ambasadorem RP w Holandii.
Pochowany na Cmentarzu Powązkowskim w Warszawie.